# جي. جي. لانجفورد
جي. جي. لانجفورد هو سياسي أمريكي، ولد في 1862 في إلينوي في الولايات المتحدة، وتوفي في 1917 في آشلاند في الولايات المتحدة. انتخب عضو مجلس نواب واشنطن ‏.